# Kalkbro
Kalkbro är namnet på ett torp och ett tidigare kalkbrott samt ett naturreservat som ligger i Strängnäs kommun, Södermanlands län. Verksamheten i kalkbrottet pågick från medeltiden fram till 1940-talet. Naturreservatet bildades 1984 och utvidgades år 2012. Kalkbro är ett av besöksmålen för ekomuseet Åkers bergslag.

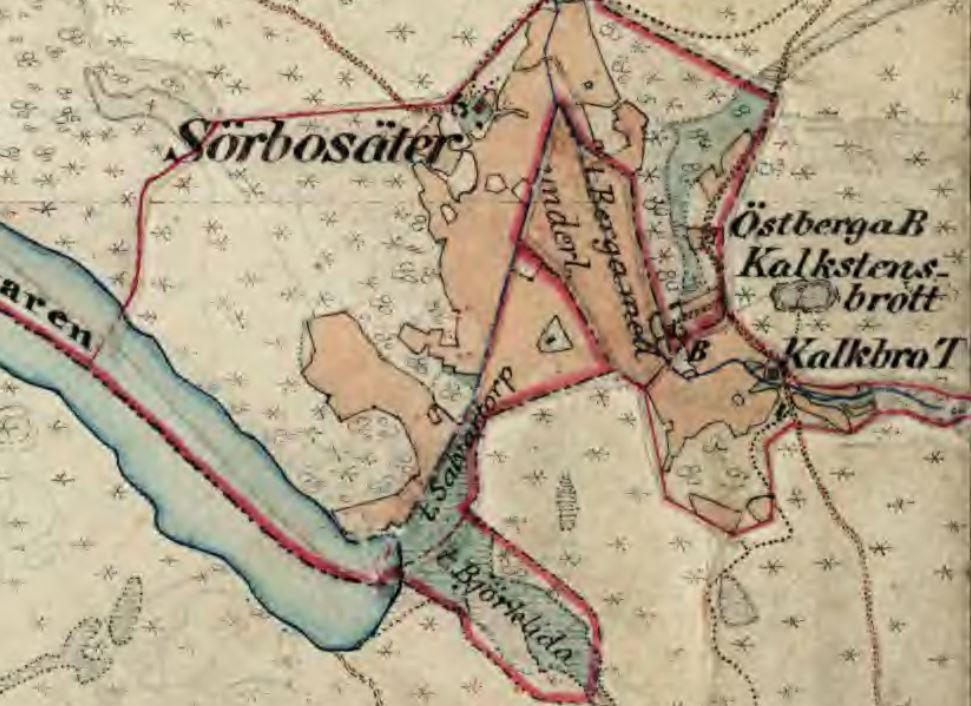
Kalkbros kalkstensbrott på Häradsekonomiska kartan 1897.

## Kalkbrottet

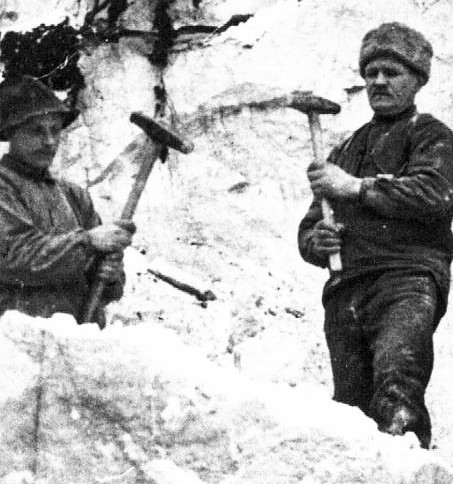
Arbetare i brottet 1929.

Vid torpet Kalkbro i Åkers socken har man brutet kalk troligen redan under medeltiden. Kalkstenen som hämtades här användes bland annat för tillverkning av murbruk exempelvis vid bygget av Gripsholms slott och Mariefreds kloster. Kalk från Kalkbro nyttjades dock främst i samband med järnframställning. Kalksten behövdes som slaggbildare i masugnen, exempelvis den i Åkers styckebruk.
Nästan all kalk bröts på vintern som även underlättade hästtransporterna på frysta vägar. Avståndet till Åkers styckebruk var sju kilometer och en kusk kunde köra två vändor per dag. I början hissades den losstagna kalken upp, senare sprängdes en skärning mot söder här kalken kunde tas ut med häst. Arbetskraften kom från kringliggande torp men bodde under säsongen i förläggningar vid brottet.
På 1930-talet utvidgades skärningen och man kunde därefter köra med lastbilar in i brottet. Det fanns planer på ett anlägga en järnväg mellan Kalkbro och Åkers styckebruk men den byggdes aldrig. Den långa och besvärliga transportvägen var en av anledningarna att köpa kalk från annat håll och brytningen lades slutligen ner 1945. Då var brottet 80 meter långt, 40 meter brett och 18 meter djupt.
År 1994 upptäckte en hembygdsforskare spår efter en gammal järnmalmshytta som kunde dateras till 1200-talet. Vid en arkeologisk undersökning kunde man identifiera resterna av hyttan, dammvallar och husgrunder. Kalkbrottet är ett fornminne med RAÄ-nummer Åker 350:1.

## Naturreservatet
Naturreservatet omfattar hela kalkbrottet och har efter utvidgningen år 2012 en areal om 21,6 hektar. Hela brottet liknar en stor oval gryta i berget med en djup ravinliknande bergsskärning som är ingången söderifrån. Denna "ravin" blev filmkuliss i filmen Ronja Rövardotter från 1984 när Mattis rider och letar efter Ronja. Syftet med reservatet är enligt förvaltaren, Länsstyrelsen i Södermanlands län, att bland annat skydda och bevara kalkbrottet med dess unika flora och geologiska värden samt att bevara ett för friluftslivet värdefullt naturområde.

## Bilder

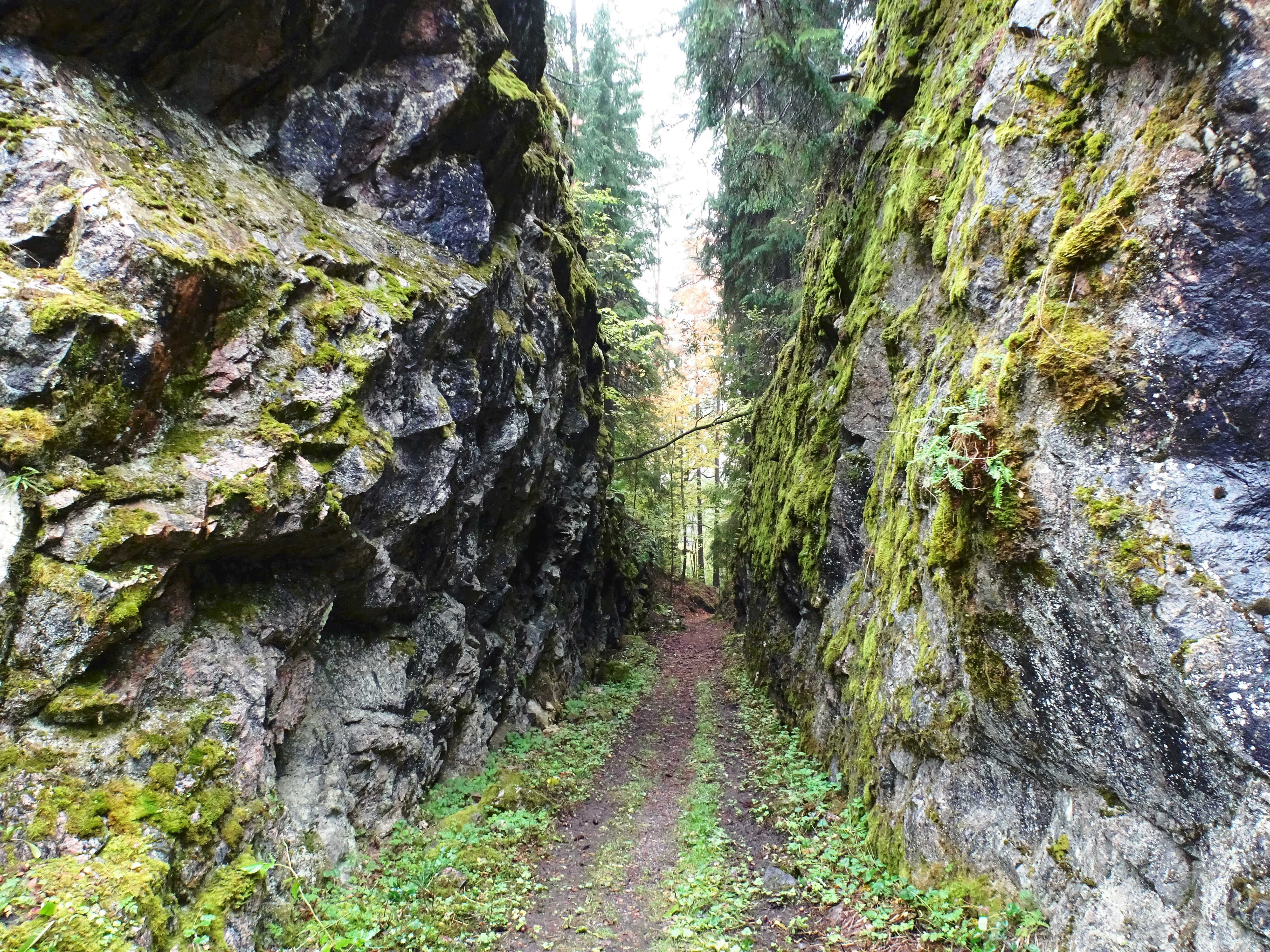
"Ronja-Ravinen" (bergsskärningen)
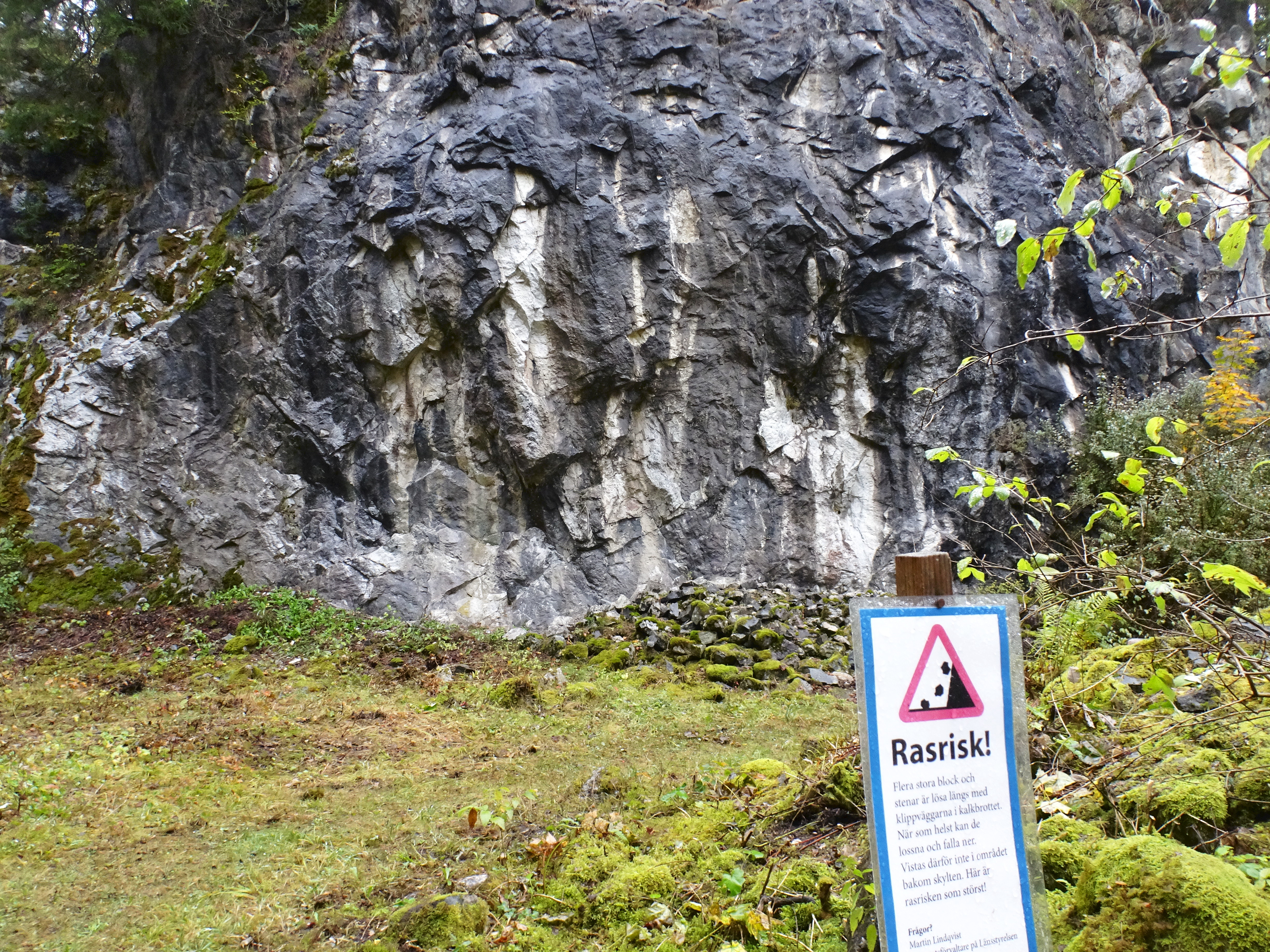
Norra väggen
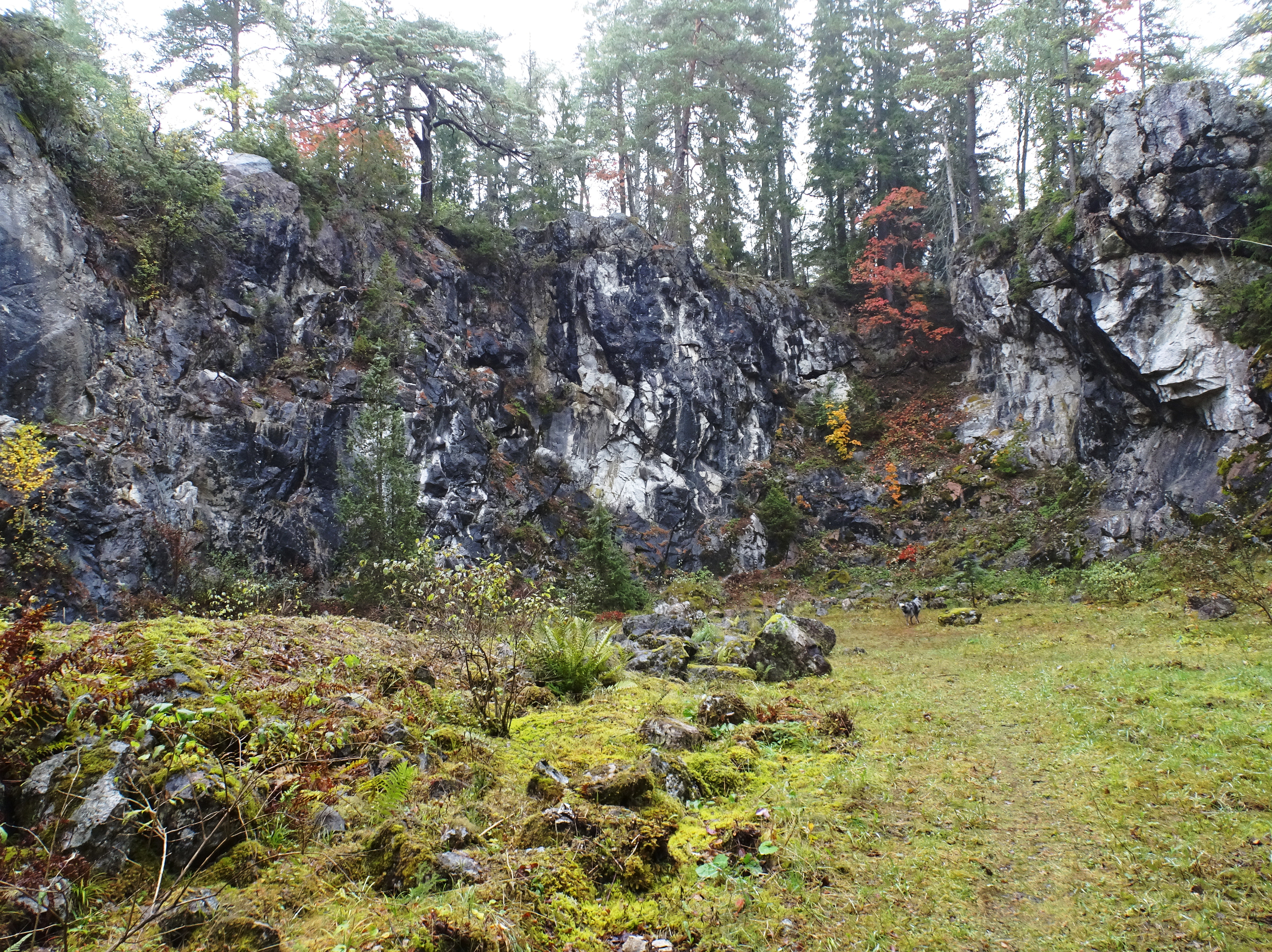
Östra väggen
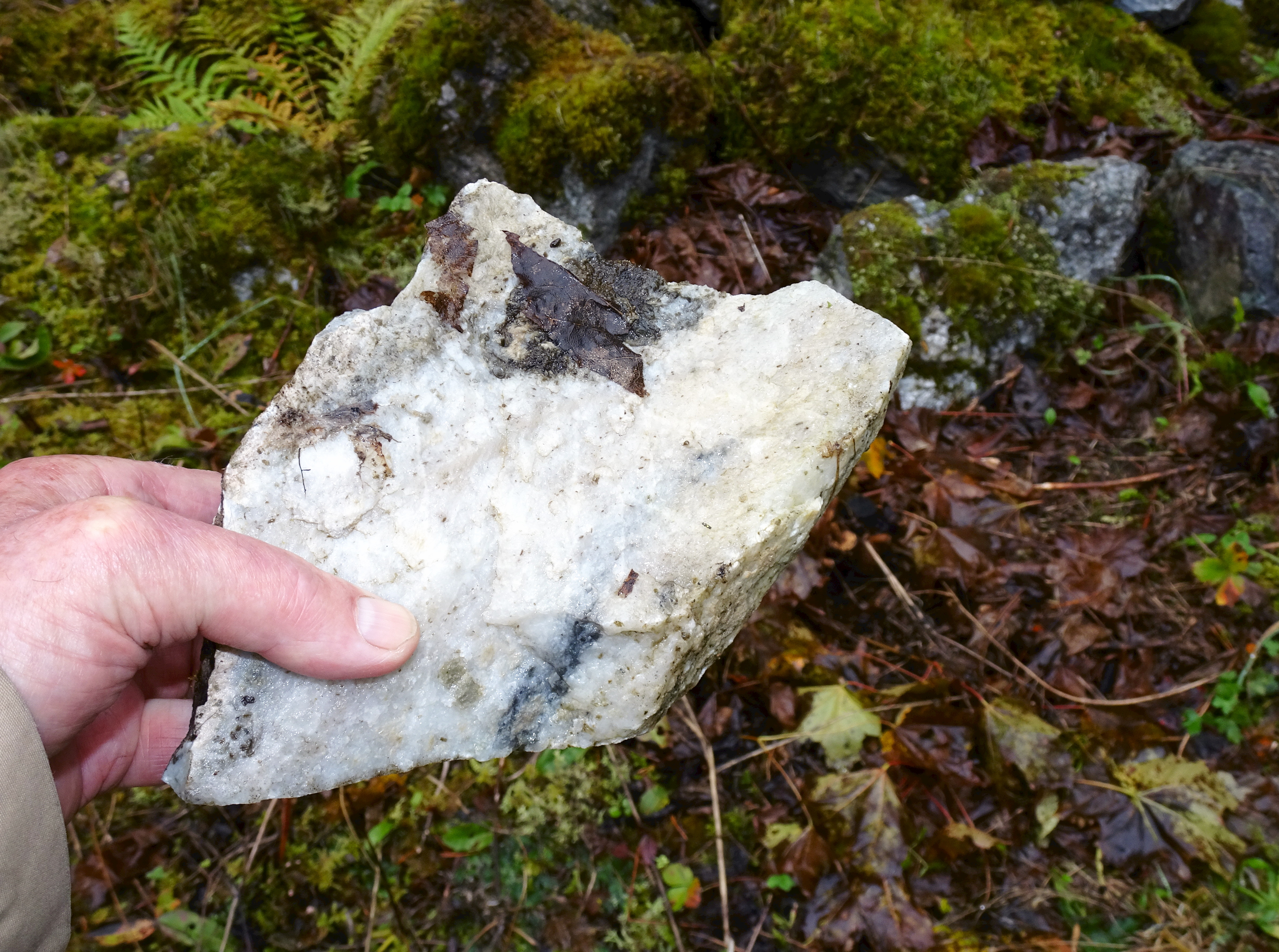
Kalk från Kalkbro